# Коньедо, Абраам
Абраам де Хесус Коньедо Руано (исп. Abraham de Jesús Conyedo Ruano; род. 7 октября 1993, Санта-Клара) — кубинский и итальянский борец вольного стиля, призёр чемпионатов мира и Европы,  панамериканских чемпионатов.

## Биография
Родился в 1993 году в Санта-Кларе (Куба). В 2010 году стал серебряным призёром юношеских Олимпийских игр в Сингапуре.
Выступая среди взрослых, в 2015 году стал серебряным призёром панамериканского чемпионата.
С 2018 года выступает за Италию. В 2018 году завоевал бронзовую медаль чемпионата мира.
В феврале 2020 года на чемпионате континента в итальянской столице, в весовой категории до 97 кг Абраам в схватке за бронзовую медаль поборол спортсмена из Германии Геннадия Чудиновича и завоевал бронзовую медаль европейского первенства.